# Рудь Тетяна
Тетяна Рудь (нар. 5 грудня 1977, Суми) — українська біатлоністка.

## Кар'єра
Її міжнародна кар'єра розпочалася в 1997 році, коли Рудь брала участь у Кубку світу та юніорському чемпіонаті світу, де вона виграла титул в індивідуальній гонці.
У 1999 році вона взяла участь у своєму першому та єдиному чемпіонаті світу, а потім піднялася на п'єдестал в естафеті в Кубку світу в Лейк-Плесіді. Наступної зими вона здобуває свої найкращі результати в еліті, фінішувавши п'ятнадцятою в індивідуальному заліку в Осрбліє.

## Нагороди

### Чемпіонат світу
| Рік/Місце                        | Індивідуальна | Спринт | Переслідування | Масстарт | Естафета | Змішана естафета |
| -------------------------------- | ------------- | ------ | -------------- | -------- | -------- | ---------------- |
| Чемпіонат світу 1999 Контіолахті | -             | 49     | 33             | -        | 5        | х                |

### Світовий кубок
- Найкращий загальний рейтинг: 60 у 2000 році.
- Найкращий індивідуальний результат: 25
- 1 естафетний подіум: 1 друге місце.

#### Різні рейтинги Кубку світу
| Рік       | Генеральна класифікація | Спринт | Переслідування | Індивідуальна | Масстарт |
| --------- | ----------------------- | ------ | -------------- | ------------- | -------- |
| 1998-1999 | 68                      | 61     | -              | -             | -        |
| 1999-2000 | 60                      | -      | -              | 37            | -        |

### Чемпіонат світу серед юніорів
- Золота медаль в індивідуальній гонці 1997 року.

### Літній чемпіонат світу з біатлону
- Срібна медаль у гонці переслідування 2007 року.
- Бронзова медаль у спринті 2007 року.